# Aluvijalna lepeza
Aluvijalna lepeza je akumulacija sedimenata oblikovanih kao sekcija plitkog konusa, sa vrhom na tački izvora sedimenata, kao što je uski kanjon koji izlazi iz odrona. Oni su karakteristični za planinski teren u aridnim do poluaridnih podnevlja, ali se isto tako mogu naći i u vlažnijim sredinama podložnim intenzivnim padavinama i u oblastima današnjih glečera. Njihova površina se kreće u opsegu od manje od 1 km2 (0,39 sq mi) do skoro 20.000 km2 (7.700 sq mi).
Aluvijalne lepeze se obično formiraju gde protok izlazi iz uskog kanala i gde je slobodan da se raširi i infiltrira površinu lepeze. Ovo smanjuje nosivost protoka i dovodi do taloženjem sedimenata. Tok može biti u obliku retkih tokova debrisa ili jednog ili više efemernih ili višegodišnjih potoka.
Neke od najvećih aluvijalnih lepeza nalaze se duž fronta planine Himalaji na Indo-ganškoj ravnici. Pomeranje dovodnog kanala (nodalna avulzija) može dovesti do katastrofalnih poplava, kao što se dogodilo na lepezi reke Kosi 2008. godine.

## Veličina i geomorfologija
Aluvijalne lepeze mogu postojati na širokom spektru skale veličina, od samo nekoliko metara u preseku do čak 150 kilometara, sa nagibom od 1,5 do 25 stepeni. Nagib koji se meri od vrha je generalno konkavan, sa najstrmijim nagibom u blizini vrha (proksimalna lepeza ili glava lepeze) i postaje manje strm idući nanaže (medijalna lepeza) i plitak na ivicama lepeze (distalna lepeza ili spoljašnja lepeza). Na proksimalnoj lepezi mogu biti prisutni depoziti šljunka, koji su nanosi grubog šljunka. Sedimenti u aluvijalnoj lepezi obično su grubi i slabo sortirani, tako da sedimenti postaju manje grubi idući prema distalnim delovima.
Kada na aluvijalnoj ravni ima dovoljno prostora da se svi taložni sedimenti rašire bez dodirivanja zidova drugih dolina ili reka, razvija se neograničena aluvijalna lepeza. Takve aluvijalne lepeze omogućavaju sedimentima da se prirodno rašire, i na oblik lepeze ne utiču druge topološke karakteristike. Kada je aluvijalna ravan uska ili blisko paralelna sa taložnim tokom, to ultimatno utiče na oblik lepeze. Talasna ili kanalna erozija ivica lepeze ponekad proizvodi slojevite aluvijalne lepeze u vodnim tokovima.
Kada brojne reke i potoci izađu s planinskog fronta u ravnicu, lepeze mogu da budu kombinovane i da formiraju kontinuirani pokrivač. U suvim i polusušnim okruženjima ovo se naziva bahada, a u vlažnim klimama neprekidni lepezni sloj se naziva pijemontna aluvijalna lepeza.

## Formiranje
Aluvijalne lepeze se obično formiraju gde oivičeni dovodni kanal izlazi iz planinskog fronta ili iz glečerskog ruba. Kako protok izlazi iz dovodnog kanala na površinu lepeze, on se može proširiti u široke plitke kanale, ili infiltrirati neku već postojeću lepezu. Ovo smanjuje nosivost protoka i rezultira taloženjem sedimenata.
Protok u proksimalnoj lepezi, gde je nagib najstrmiji, obično je ograničen na jedan kanal (rov lepeze), koji može biti dubok i do 30 m (98 ft). Ovaj kanal je podložan zakrčenjima usled nagomilanih sedimenata ili tokova debrisa, što uzrokuje da se protok periodično izmešta iz svog starog kanala (nodalna avulzija) i prelazi na deo lepeze sa strmijim nagibom, gde se taloženje nastavlja. Kao rezultat toga, obično je samo deo lepeze aktivan u datom vremenu, a zaobiđena područja mogu biti podložna stvaranju tla ili eroziji.
Aluvijalne lepeze mogu biti dominirane protokom debrisa ili vodene mase.

## Galerija
- Satelitski prikaz aluvijalne lepeze u južnom Iranu. Snimak sa NASA-inog Tera satelita
- Aluvijalna lepeza u Dolini smrti, Kalifornija, viđena sa oblasti Crnih planina.

## Literatura
- Howard, J.M.; Moore, A.D. (2005). „Large alluvial fans on Mars”. Journal of Geophysical Research. 110: E04005. Bibcode:2005JGRE..11004005M. doi:10.1029/2004JE002352.
- J. Radebaugh;  . (2013). „Alluvial Fans on Titan Reveal Materials, Processes and Regional Conditions” (PDF). 44th Lunar and Planetary Science Conference. Приступљено 21. 1. 2016.
- Alkinani, Majid; Merkel, Broder (април 2017). „Hydrochemical and isotopic investigation of groundwater of Al-Batin alluvial fan aquifer, Southern Iraq”. Environmental Earth Sciences. 76 (7): 301. Bibcode:2017EES....76..301A. S2CID 132812522. doi:10.1007/s12665-017-6623-8.
- Bapalu, G. V.; Sinha, R. (2005). „GIS in Flood Hazard Mapping: a case study of Koshi River Basin, India” (PDF). GIS Development Weekly. 1 (13): 1—6. Архивирано из оригинала (PDF) 5. 12. 2013. г. Приступљено 5. 9. 2013.
- Bates, Robert L.; Jackson, J.A. (1987). Glossary of geology (3rd изд.). Alexandria, Va.: American Geological Institute. ISBN 0913312894.
- Blair, Terence C. (децембар 1999). „Cause of dominance by sheetflood vs. debris-flow processes on two adjoining alluvial fans, Death Valley, California”. Sedimentology. 46 (6): 1015—1028. Bibcode:1999Sedim..46.1015B. S2CID 140184873. doi:10.1046/j.1365-3091.1999.00261.x.
- Blair, Terence C.; Mcpherson, John G. (1. 6. 1992). „The Trollheim alluvial fan and facies model revisited”. GSA Bulletin. 104 (6): 762—769. Bibcode:1992GSAB..104..762B. doi:10.1130/0016-7606(1992)104<0762:TTAFAF>2.3.CO;2.
- Blatt, Harvey; Middleton, Gerard; Murray, Raymond (1980). Origin of sedimentary rocks (2d изд.). Englewood Cliffs, N.J.: Prentice-Hall. ISBN 0136427103.
- Chawner, W. D. (април 1935). „Alluvial Fan Flooding: The Montrose, California, Flood of 1934”. Geographical Review. 25 (2): 255—263. JSTOR 209600. doi:10.2307/209600.
- Chia, Y. (1. 10. 2004). „Changes of Groundwater Level due to the 1999 Chi-Chi Earthquake in the Choshui River Alluvial Fan in Taiwan”. Bulletin of the Seismological Society of America. 91 (5): 1062—1068. Bibcode:2004BuSSA..91.1062C. doi:10.1785/0120000726. Архивирано из оригинала 27. 05. 2023. г. Приступљено 27. 05. 2023.
- „Half of Bihar under water, 30 lakh suffer;”. CNN IBN. 9. 1. 2008. Архивирано из оригинала 3. 9. 2008. г. Приступљено 1. 9. 2008.
- Coggan, Michael (29. 8. 2008). „Death toll rises from Indian floods – Just In – ABC News (Australian Broadcasting Corporation)”. Abc.net.au.
- Croft, M.G.; Gordon, G.V. (10. 4. 1968). „Geology, hydrology and quality of water in the Hanford-Visalia area” (PDF). U.S. Geological Survey. Приступљено 9. 3. 2018.
- Davis, J.M.; Grindrod, P.M.; Banham, S.G.; Warner, N.H.; Conway, S.J.; Boazman, S.J.; Gupta, S. (1. 10. 2021). „A record of syn-tectonic sedimentation revealed by perched alluvial fan deposits in Valles Marineris, Mars”. Geology. 49 (10): 1250—1254. Bibcode:2021Geo....49.1250D. doi:10.1130/G48971.1 .
- „Situation report Bihar floods 2008” (PDF). 3. 12. 2008. Архивирано из оригинала (PDF) 19. 7. 2021. г.
- „Alluvial Fan Flooding”. U.S. Department of Homeland Security. FEMA. 7. 7. 2020. Приступљено 8. 4. 2022.
- Gao, Chonglong; Ren, Ying; Wang, Jian; Ji, Youliang; Liu, Bo; Xiong, Lianqiao; Sun, Yonghe; Wang, Ke; Liu, Ke (1. 10. 2021). „Palaeohydraulic reconstruction and depositional model of the episodic flooding channels developed in the modern arid alluvial fan: Implications for the exploration target of the heterogeneous alluvial fan reservoirs”. Journal of Petroleum Science and Engineering. 205: 108927. Bibcode:2021JPSE..20508927G. doi:10.1016/j.petrol.2021.108927.
- Ghinassi, Massimiliano; Ielpi, Alessandro (2018). „Morphodynamics and facies architecture of streamflow-dominated, sand-rich alluvial fans, Pleistocene Upper Valdarno Basin, Italy”. Geological Society, London, Special Publications. 440 (1): 175—200. Bibcode:2018GSLSP.440..175G. S2CID 132662919. doi:10.1144/SP440.1.
- Harwood, William; Wall, Mike (27. 9. 2012). „Mars rover Curiosity finds ancient stream bed”. CBS News. Приступљено 21. 1. 2016.
- Hill, Ed (24. 6. 2014). „Elevation of buildings in flood-prone locations”. Floodlist. Приступљено 8. 4. 2022.
- Jackson, Julia A., ур. (1997). Glossary of geology. (Fourth изд.). Alexandria, Virginia: American Geological Institute. ISBN 0922152349.
- Khalil, Mohamed H. (јун 2010). „Hydro-geophysical Configuration for the Quaternary Aquifer of Nuweiba Alluvial Fan”. Journal of Environmental and Engineering Geophysics. 15 (2): 77—90. Bibcode:2010JEEG...15...77K. doi:10.2113/JEEG15.2.77.
- Kraal, Erin R.; Asphaug, Erik; Moore, Jeffery M.; Howard, Alan; Bredt, Adam (март 2008). „Catalogue of large alluvial fans in martian impact craters”. Icarus. 194 (1): 101—110. Bibcode:2008Icar..194..101K. ISSN 0019-1035. doi:10.1016/j.icarus.2007.09.028.
- Larsen, M.C.; Wieczorek, G.F.; Eaton, L.S.; Torres-Sierra, H. (2001). „Natural hazards on alluvial fans: the debris flow and flash flood disaster of December 1999, Vargas state, Venezuela.” (PDF).  Ур.: Sylva, W. Proceedings of the Sixth Caribbean Islands Water Resources Congress. Mayagüez, Puerto Rico. стр. 1—7. Приступљено 29. 10. 2020.
- Leeder, M. R.; Mack, G. H. (2001). „Lateral erosion ('toe-cutting') of alluvial fans by axial rivers: implications for basin analysis and architecture”. Journal of the Geological Society. 158 (6): 885—893. Bibcode:2001JGSoc.158..885L. S2CID 129097126. doi:10.1144/0016-760000-198.
- Mack, Greg H.; Rasmussen, Keith A. (1. 1. 1984). „Alluvial-fan sedimentation of the Cutler Formation (Permo-Pennsylvanian) near Gateway, Colorado”. GSA Bulletin. 95 (1): 109—116. Bibcode:1984GSAB...95..109M. doi:10.1130/0016-7606(1984)95<109:ASOTCF>2.0.CO;2.
- Mann, J.F. Jr. (1957). „Estimating quantity and quality of ground water in dry regions using airphotos”. Proceedings of the International Association of Science and Hydrology General Assembly of Toronto. 2: 128—132.
- Morgan, A. M.; Howard, A. D.; Hobley, D. E. J.; Moore, J. M.; Dietrich, W. E.; Williams, R. M. E.; Burr, D. M.; Grant, J. A.; Wilson, S. A. (2014-02-01). „Sedimentology and climatic environment of alluvial fans in the martian Saheki crater and a comparison with terrestrial fans in the Atacama Desert” (PDF). Icarus. 229: 131—156. Bibcode:2014Icar..229..131M. doi:10.1016/j.icarus.2013.11.007.
- National Aeronautics and Space Administration. „Geomorphology from Space; Fluvial Landforms, Chapter 4: Plate F-19”. Архивирано из оригинала 27. 9. 2011. г. Приступљено 18. 4. 2009.
- Committee on Alluvial Fan Flooding, Water Science and Technology Board, Commission on Geosciences, Environment, and Resources, National Research Council (1996). Alluvial fan flooding. Washington, D.C.: National Academy Press. ISBN 978-0-309-05542-0.
- Nemec, W.; Steel, R. J. (1988). „What is a fan delta and how do we recognize it”. Fan Deltas: sedimentology and tectonic settings. стр. 3—13. Приступљено 4. 4. 2022.
- Nichols, Gary; Thompson, Ben (2005). „Bedrock lithology control on contemporaneous alluvial fan facies, Oligo-Miocene, southern Pyrenees, Spain”. Sedimentology. 52 (3): 571—585. Bibcode:2005Sedim..52..571N. S2CID 129568801. doi:10.1111/j.1365-3091.2005.00711.x.
- Petalas, Christos P. (септембар 2013). „A preliminary assessment of hydrogeological features and selected anthropogenic impacts on an alluvial fan aquifer system in Greece”. Environmental Earth Sciences. 70 (1): 439—452. Bibcode:2013EES....70..439P. S2CID 128799482. doi:10.1007/s12665-012-2138-5.
- Santangelo, N.; Daunis-i-Estadella, J.; Di Crescenzo, G.; Di Donato, V.; Faillace, P. I.; Martín-Fernández, J. A.; Romano, P.; Santo, A.; Scorpio, V. (30. 6. 2012). „Topographic predictors of susceptibility to alluvial fan flooding, Southern Apennines: Alluvial fan flooding susceptibility”. Earth Surface Processes and Landforms (на језику: енглески). 37 (8): 803—817. S2CID 140173202. doi:10.1002/esp.3197.
- Shelton, John S. (1966). Geology Illustrated. San Francisco and London: W.H. Freeman and Company.
- Thornbury, William D. (1969). Principles of geomorphology (2d изд.). New York: Wiley. стр. 303—344. ISBN 0471861979.
- Weissmann, G. S.; Mount, J. F.; Fogg, G. E. (1. 3. 2002). „Glacially Driven Cycles in Accumulation Space and Sequence Stratigraphy of a Stream-Dominated Alluvial Fan, San Joaquin Valley, California, U.S.A.”. Journal of Sedimentary Research. 72 (2): 240—251. Bibcode:2002JSedR..72..240W. doi:10.1306/062201720240.
- Zaharia, Felix (2011). „The Law of Transboundary Aquifers in Practice ‐ the Mureş Alluvial Fan Aquifer System (Romania/Hungary)”. International Community Law Review. 13 (3): 291—304. doi:10.1163/187197311X585347.